# Mulondo
Mulondo (Bayan ng Mulondo) är en kommun i Filippinerna. Kommunen ligger på ön Mindanao, och tillhör provinsen Lanao del Sur. Folkmängden uppgår till 12 368 invånare.

## Barangayer
Mulondo är indelat i 26 barangayer.
| - Bangon - Bubonga Guilopa - Buadi-Abala - Buadi-Bayawa - Buadi-Insuba - Bubong - Cabasaran - Cairatan - Cormatan - Poblacion (Dado) - Dalama - Dansalan - Dimarao | - Guilopa - Ilian - Kitambugun - Lama (Bagoaingud) - Lilod - Lilod Raybalai - Lumbaca Ingud - Lumbac (Lumbac Bubong) - Madaya - Pindolonan - Salipongan - Sugan |